# Tiếu Thành
Tiếu Thành (chữ Hán giản thể: 谯城区, âm Hán Việt: Tiếu Thành khu) là một quận của địa cấp thị Bạc Châu, tỉnh An Huy, Cộng hòa Nhân dân Trung Hoa. Quận Tiếu Thành có diện tích 2167 km², dân số 1,4 triệu người. Mã số bưu chính của Tiếu Thành là 236800. Về mặt hành chính, quận này được chia thành 3 nhai đạo biện sự xứ, 20 trấn và 2 hương. Quận lỵ đóng tại Văn Hoá Hạng.
- Nhai đạo biện sự xứ: Thang Lăng, Hoa Hí Lâu, Tiết Các, Phì Hà, Đại Trường, Thành Phu, Thập Hà, Quan Đường, Ngũ Mã,.
- Trấn: Cổ Tỉnh, Song Câu, Cổ Thành, Ngụy Cương, Ngưu Tập, Lô Miếu, Long Dương, Tiếu Đông, Sa Thổ, Thập Bát, Thập Cửu, Nhan Tập.
- Hương: Trương Điếm, Lập Đức, Thành Bắc, Triệu Kiều.